# توایزل
توایزل (به هلندی: Twijzel) یک منطقهٔ مسکونی در هلند است که در آخت‌کارسپیلن واقع شده‌است. توایزل ۱٬۰۸۱ نفر جمعیت دارد.